# 高雄港香蕉棚
香蕉碼頭位於臺灣高雄市鼓山區，為高雄港三號碼頭香蕉棚改建而成，最初是為了因應香蕉大量外銷，建於1963年的露天開放式倉庫。2001年改為觀海台；2003年12月1日，高雄港三號碼頭香蕉棚由高雄市政府文化局將其登錄為高雄市歷史建築；2009年交由河邊餐飲集團（河邊股份有限公司）經營，2010年改名為香蕉碼頭。 與高港棧庫群棧貳庫KW2商場相鄰。

## 外部連結
- 香蕉碼頭官方網站 （页面存档备份，存于）
- 香蕉棚——文化部文化資產局 （页面存档备份，存于）
- 香蕉棚——高雄市政府文化局